# Charles-François de Rouvroy de Saint Simon
Charles-François de Rouvroy de Saint Simon Sandricourt nomenat monseigneur de Saint-Simon (5 d'abril de 1727 - París, 26 de juliol de 1794), va ser el darrer bisbe i comte d'Agde.

## Biografia
Charles-François de Saint-Simon era el fill de Louis de Rouvroy, marquès de Sandricourt i fou l'oncle de Claude Henri de Rouvroy, comte de Saint-Simon i cosí del duc de Saint-Simon, escriptor famós per les seves memòries. Pertanyia a una branca menor dels ducs de Saint-Simon. Va estudiar al Col·legi d'Harcourt i va obtenir una llicenciatura en teologia.
Després de la seva ordenació el 1759 pel seu nebot, mgr. Claude - Charles de Rouvroy, esdevingué membre de la «Académie royale des Inscriptions et Belles-Lettres». Va ser un gran col·leccionista de llibres, passant nits a la seva biblioteca, tot i patir d'asma.
Va ser bisbe d'Agde el 1759, quan va succeir a Joseph-François de Cadenet de Charleval fins a la seva mort.
En 1791, es va oposar a la Constitució civil del clergat negant-se a prestar el jurament segons el requerit per aquesta constitució i encoratjant als sacerdots de la diòcesi, que eren nombrosos a seguir-lo i a no prestar jurament.
Va ser expulsat de la seva ciutat i va haver de refugiar-se amb la seva família a París. Durant el període del Terror, després d' haver-se refugiat al convent dels ocells, va ser sentenciat a mort pel tribunal revolucionari i guillotinat el 8 de Termidor de l'any II (25 de juliol de 1794))